# Cosmina Stratan
Cosmina Stratan es el nombre de una actriz y periodista rumana nacida el 20 de octubre de 1984. Es conocida principalmente por haber obtenido el Premio a la mejor interpretación femenina en el Festival de Cannes por la película Más allá de las colinas.

## Biografía
Stratan nació en Iași, es hija del doctor Emil Stratan. Después de terminar sus estudios secundarios, decidió estudiar periodismo y trabajó en la revista Student Opinion. Desde entonces, trabajó como reportera de la televisión en la confianza intacta de los medios y por tres años ella fue reportera en Antena 3. Después de un período, ella fue cooptada en el equipo del reportero especial. 
En 2008, Stratan se unió a la Sección de Actos de la Universidad de Teatro y Cinematografía en Bucarest. Después de una serie de apariciones en cortometrajes, Stratan consiguió el papel principal en la película de Cristian Mungiu, Más allá de las colinas (2012). Interpretó a Voichiţa, una joven monja que visita a su novia de infancia, Alina (interpretada por Cristina Flutur), después de un largo período de tiempo. Esta interpretación le valió un reconocimiento internacional y un premio en el Festival de Cannes.

## Filmografía seleccionada
| Año  | Título                  | Papel    | Nota |
| ---- | ----------------------- | -------- | ---- |
| 2012 | Más allá de las colinas | Voichiţa |      |
| 2016 | Shelley                 | Elena    |      |

## Premios y distinciones
Festival Internacional de Cine de Cannes
| Año  | Categoría    | Película                | Resultado |
| ---- | ------------ | ----------------------- | --------- |
| 2012 | Mejor actriz | Más allá de las colinas | Ganadora  |

## Enlaces nexternos
- Cosmina Stratan en Internet Movie Database (en inglés).

- Datos: Q1095297
- Multimedia: Cosmina Stratan / Q1095297